# Chilliwack (band)
Chilliwack is een Canadese rockband rond zanger/gitarist Bill Henderson, die begon met een meer progressief rockgeluid met elementen van folk, jazz en blues, voordat hij op weg was naar een meer rechtlijnig hardrock/poprockgeluid door de midden jaren 1970. Ze waren actief van 1970 tot 1988. Henderson hervormde de band in 1997. Hun zes best verkochte nummers waren My Girl (Gone, Gone, Gone), I Believe, Whatcha Gonna Do, Fly at Night, Crazy Talk en Lonesome Mary. De bezetting van de band is vele malen veranderd terwijl ze door Canada zijn blijven toeren.

## Bezetting
Leden
- Bill Henderson (leadgitaar)
- Ed Henderson (gitaar)
- Jerry Adolphe (drums)
- Gord Maxwell (gitaar, zang)

Voormalige leden
- Doug Edwards (bas, achtergrondzang)
- Ross Turney (drums)
- Claire Lawrence (fluit, saxofoon, keyboards, achtergrondzang)
- Glenn Miller (bas, gitaar, achtergrondzang)
- Brian MacLeod (gitaar, drums, keyboards, achtergrondzang)
- Howard Froese (gitaar, keyboards, achtergrondzang, vanaf 1973)

- Jamie Bowers (gitaar, keyboards)
- Ab Bryant (basgitaar)
- Bucky Berger (drums)
- Rick Taylor (drums)
- John Roles (gitaar, keyboards, achtergrondzang)

## Geschiedenis
De band is ontstaan in Vancouver, Brits Columbia. De leden van de C-FUN Classics veranderden de naam van de band in The Collectors, toen Bill Henderson in 1966 toetrad. Hun psychedelische, titelloze debuutalbum leverde de kleine hit Lydia Purple op. Hun tweede album was gebaseerd op de muzikale partituur van de band voor het toneelstuk Grass and Wild Strawberries van de Canadese toneelschrijver George Ryga. Zanger Howie Vickers verliet de Collectors in 1969, de overige leden formeerden de band Chilliwack in 1970. Chilliwack is een Salische term die 'vallei van vele stromen' betekent en de naam van een stad ten oosten van Vancouver in de Fraser River-vallei.
Leadgitarist Bill Henderson leidde de resterende voormalige Collectors-leden Glenn Miller (bas, gitaar, achtergrondzang), Ross Turney (drums) en Claire Lawrence (fluit, saxofoon, keyboards, achtergrondzang), terwijl hij de meeste zang en het grootste deel van de compositie deed. In 1970 verliet Miller kort de band, die onderweg vergezeld werd door Robbie King (keyboards, basgitaar) en speelde op Expo 70 in Japan en andere optredens in Canada. In 1971 speelde bassist Rick Kilburn korte tijd live met Chilliwack, voordat Miller later datzelfde jaar terugkeerde toen Lawrence vertrok. Nieuw lid Howard Froese (gitaar, keyboards, achtergrondzang) trad toe in 1973.
De band bracht verschillende platen uit, die redelijk succesvol waren. Hitsingles in Canada waren onder meer Lonesome Mary, die op 22 januari 1972 in Cashbox verscheen (en hun eerste hit in de Verenigde Staten was, met een piek op #75 in de Billboard Hot 100 in februari 1972), Crazy Talk (#98 in de Verenigde Staten in januari 1975) en Fly at Night (#75 in de Verenigde Staten in mei 1977). Het albumnummer Rain-o, een op blues gebaseerde compositie die in verschillende versies verscheen op hun debuutalbum Chilliwack (juni 1970) en het latere Dreams, Dreams, Dreams (januari 1977), was een bekende concertfavoriet. Chilliwacks debuut werd gevolgd door de twee albums Chilliwack in september 1971 en All Over You in december 1972.
In april 1974 bevatte hun album Riding High bij Goldfish Records (het label van Terry Jacks) een van hun grootste hits, de eerder genoemde Crazy Talk, geproduceerd door Jacks. Dit album werd pas begin 1975 uitgebracht in de Verenigde Staten (bij het label Sire Records), waar het Chitiwack werd genoemd (hun derde Amerikaanse publicatie die die titel droeg). Chilliwack had echter een moeilijke tijd om succes te behouden vanwege hun constante labelwisselingen. De twee Collectors-albums stonden bij Warner Bros. Records en de eerste vijf albums van Chilliwack stonden op vier verschillende labels in Canada: Parrot Records, A&M Records, Goldfish Records en Casino Records. Hun vijfde album Rockerbox werd uitgebracht in december 1975 bij Sire Records in de Verenigde Staten en (met een andere cover) op het weinig bekende, eerder genoemde Casino Records-label in Canada. Het was het minst succesvolle album van Chilliwack in Canada.
De band tekende vervolgens bij Mushroom Records uit Vancouver, met distributie in Noord-Amerika. Na het voltooien van het album Dreams, Dreams, Dreams voor het label, begon Chilliwack te werken aan hun zevende album Lights from the Valley. De eerste opnamepoging bleek onbevredigend, wat leidde tot onenigheid onder de bandleden. Veteraan-gitarist Froese werd vervangen door Brian MacLeod, die gitaar, drums, keyboards en achtergrondzang inbracht. Het album werd opnieuw opgenomen, met een deel van Froese's zang en gitaarwerk, evenals percussie van sessiedrummer Eddie Tuduri, opgenomen in de uiteindelijke mix. Tegen de tijd dat de plaat uitkwam, hadden bassist Glenn Miller en langdurig drummer Ross Turney de band verlaten. Mushroom had ook financiële problemen die de promotie van het album na de publicatie in juni 1978 bemoeilijkten.
Drummer Skip Layton en voormalig Prism-bassist Ab Bryant werden aangeworven om op te treden met Henderson, Jamie Bowers (gitaar, keyboards) en MacLeod in Chilliwack's live optredens in 1978. Henderson, MacLeod en Bryant begonnen vervolgens te werken aan het achtste album van Chilliwack in 1979, vergezeld door John Roles (gitaar, keyboards, achtergrondzang) en drummer Bucky Berger. Het label Mushroom ging abrupt failliet kort nadat het album Breakdown in Paradise in december 1979 werd uitgebracht. Berger werd kort daarna vervangen door Rick Taylor en de bezetting van Henderson, MacLeod, Bryant, Roles en Taylor toerde in 1980. Chilliwack tekende vervolgens in 1981 bij Solid Gold Records in Canada en Millennium Records in de Verenigde Staten als een trio (Henderson/MacLeod/Bryant) en genoot het grootste succes met deze bezetting met de albums Wanna Be a Star (september 1981) en Opus X (oktober 1982). De singles My Girl (Gone, Gone, Gone) (hun eerste Amerikaanse top 40-hit, met een piek op #22 in december 1981), I Believe (Verenigde Staten #33 in maart 1982) en Whatcha Gonna Do (When I'm Gone) (Verenigde Staten #41 in december 1982) waren populair, zowel in Canada als in de Verenigde Staten.
Het trio Henderson, MacLeod en Bryant werd in de herfst van 1981 tot begin 1982 vergezeld door drummer Paul Delaney voor Amerikaanse promotionele optredens in tv-shows, zoals in American Bandstand, Solid Gold en The Merv Griffin Show, voordat ze later vertrokken in 1982 met een uitgebreide bezetting van Henderson, MacLeod, Bryant, Joey Franco (drums), Glenn Grayson (keyboards, achtergrondzang) en Dennis Grayson (keyboards, achtergrondzang). Henderson en MacLeod ontvingen een Juno Award voor «Best Producer» voor Opus X. In navolging van de Mushroom-problemen stortte Millennium Records toen in. MacLeod en Bryant verlieten de band kort daarna aanvang 1983, om meer tijd te besteden aan hun andere project The Headpins. Chilliwack's laatste nieuwe studio-opname Look In Look Out werd uitgebracht in juli 1984 met Henderson als het enige blijvende lid, vergezeld door de sessiespelers Ashley Mulford (gitaar, achtergrondzang, van de band Sad Café), Richard Gibbs (keyboards,  van de band Oingo Boingo), Mo Foster (bas), Simon Phillips (drums) en Tom Keenlyside (saxofoon), met extra zang verzorgd door Mark LaFrance, Saffron & Camille Henderson, Dustin Keller en Bob Rock.
In 1985 was de band zonder platencontract en Henderson stelde een tournee-bezetting samen, bestaande uit voormalig lid Claire Lawrence (saxofoon, achtergrondzang), Jerry Adolphe (drums), Brian Newcombe (bas), Robbie Gray (keyboards, achtergrondzang) ) en Dave Pickell (keyboards). Pickell werd vrijwel onmiddellijk vervangen door een ander voormalig lid John Roles (gitaar, keyboards) en deze band speelde vooral in Canadese clubs en kleinere locaties, totdat Henderson de band in december 1988 ontbond.
Op 6 oktober 1991 voegde Henderson zich bij collega-rockers Loverboy, Bryan Adams, Colin James en Chrissy Steele tijdens een benefietshow in de 86 Street Music Hall in Vancouver om meer dan $ 50.000 op te halen voor Hendersons voormalige Chilliwack-bandgenoot Brian MacLeod, die tegen kanker vocht en een behandeling onderging bij een medische kliniek in Houston. MacLeod overleed op 25 april 1992 op 39-jarige leeftijd. In 1989 vormde Henderson de folkrock superband UHF en besloot in 1997 een nieuwe bezetting voor Chilliwack te lanceren, bestaande uit zichzelf, Adolphe (drums), Doug Edwards (bas, achtergrondzang) en Roy 'Bim 'Forbes (gitaar, achtergrondzang, van UHF). Forbes werd in 1998 op gitaar opgevolgd door Bills broer Ed en Chilliwack brachten in 2003 het livealbum There and Back - Live uit.
Chilliwack trad op tijdens het Voyageur Days-festival van 2005 in Mattawa, Ontario, waar ze in juli verschenen met andere Canadese bands Moxy, Toronto, Trooper, Goddo, Killer Dwarfs en Ray Lyell voor de dertigste verjaardag van de publicatie van Moxy's debuutalbum. 
Op 24 mei 2010 werden de huidige leden van Chilliwack (Bill Henderson, Ed Henderson, Doug Edwards en Jerry Adolphe) vergezeld door voormalige leden Roy 'Bim' Forbes, Ab Bryant en Claire Lawrence en de zoon van Howard Froese, Tyson op akoestische gitaar (in de plaats van zijn vader, die halverwege de jaren 1990 aan kanker was overleden) en Collectors-zanger Howie Vickers voor een Chilliwack 40th Anniversary-show in River Rock Show Theatre in Richmond (Brits-Columbia). Sinds die tijd heeft Bill Henderson Chilliwack voortgezet, maar doet ook af en toe duo-shows met Claire Lawrence. Chilliwacks oorspronkelijke bassist Glenn Miller overleed op 4 maart 2011 in Toronto na spierdystrofie.
In 2015 werden muziekfans getrakteerd op een nieuwe videoclip van Chilliwack voor het nummer Take Back This Land. Het nummer werd een rally tijdens de Canadese federale verkiezingen van 2015. Chilliwack blijft spelen, vooral in de lente, zomer en vroege herfst, op openluchtbijeenkomsten en festivals. Helaas overleed Doug Edwards in zijn huis in Vancouver op 70-jarige leeftijd op 11 november 2016, na een lange ziekte. Doug is in Chilliwack opgevolgd door Gord Maxwell (voorheen met Ian Tyson en One Horse Blue). Voormalig Chilliwack-bassist Ab Bryants zoon, Matt Bryant, is de singer/songwriter en oprichter van de Canadese roots/folkband Headwater.
Als nevenproject traden MacLeod en de band (zonder Henderson) begin jaren 1980 op als The Headpins met eerst Denise McCann en vervolgens Darby Mills als leadzanger.

## Discografie

### Singles
- 1967:	Looking at a Baby
- 1967: Fisherwoman
- 1968:	We Can Make It
- 1968: Lydia Purple
- 1969:	Early Morning
- 1970:	I Must Have Been Blind
- 1970: Sometimes We're Up
- 1970: Chain Train
- 1971:	Rain-O
- 1972:	Sundown
- 1973:	Lonesome Mary
- 1974:	Groundhog
- 1974: Crazy Talk
- 1975:	There's Something I Like About That
- 1975:	Last Day of December
- 1976:	Come on Over
- 1976:	California Girl
- 1976: Fly at Night
- 1978:	Something Better
- 1978: Baby Blue
- 1978: Arms of Mary
- 1979:	Never Be the Same
- 1980:	Communication Breakdown
- 1981:	My Girl (Gone, Gone, Gone)
- 1982:	I Believe
- 1982: Whatcha Gonna Do (When I'm Gone)
- 1982: Don't It Make You Feel Good
- 1983	Secret Information
- 1983:	Don't Stop

### Albums
- 1970:	Chilliwack
- 1971:	Chilliwack
- 1972:	All Over You
- 1974:	Riding High
- 1975:	Rockerbox
- 1977:	Dreams, Dreams, Dreams
- 1978:	Lights from the Valley
- 1979:	Breakdown in Paradise
- 1981:	Wanna Be a Star
- 1982:	Opus X
- 1983:	Segue (compilatie)
- 1984:	Look In Look Out
- 1994:	Greatest Hits
- 2003:	There and Back - Live